# Rudolf Vesper
Rudolf Vesper, né le 3 avril 1939 à Niemil, en Basse-Silésie, est un lutteur allemand pratiquant la lutte gréco-romaine, concourant pour l'équipe d'Allemagne unifiée puis d'Allemagne de l'Est.

## Biographie
Il est inscrit au club SG Ramsin de 1948 à 1959 puis à l'ASK Vorwärts de Rostock de 1959 à 1972.
Médaillé d'argent aux championnats du monde de 1963 et 1967, il ne parvient à monter sur le podium ni aux Jeux olympiques de 1964 ni au championnat d'Europe de 1968. Mais aux Jeux olympiques de Mexico, la même année, il s'impose en dominant en finale des moins de 78 kg le Français Daniel Robin. En 1970, il se classe troisième du championnat d'Europe.
Rudolf Vesper a été neuf fois champion d'Allemagne de l'Est. Il a obtenu le titre de "Maître honoré des sports". 
Menuisier de formation mais aussi professeur d'éducation physique, il s'est installé à Rostock après sa retraite sportive . 